# Kromme Elleboog
Kromme Elleboog est un hameau qui fait partie de la commune d'Oldambt dans la province néerlandaise de Groningue.